# 康邦和萨尔韦格
康邦和萨尔韦格（法語：Cambon-et-Salvergues，法語發音：[kɑ̃bɔ̃ e salvɛʁɡ]）是法国埃罗省的一个市镇，属于贝济耶区。

## 地理
康邦和萨尔韦格（43°37'5"N, 2°51'31"E）面积50.39 平方千米，位于法国奧克西塔尼大區埃罗省，该省份为法国南部沿海省份，南濒地中海，西南接奥德省，西北接塔恩省和阿韦龙省，东北与加尔省接壤。
与康邦和萨尔韦格接壤的市镇（或旧市镇、城区）包括：上卡斯塔内、韦布尔河畔米拉、阿古河畔弗赖斯、蒙斯、罗西、圣于连。

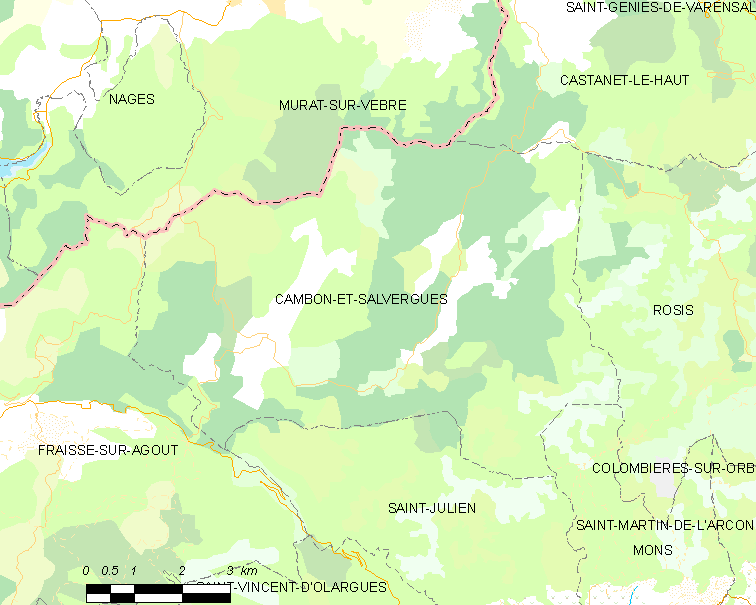
康邦和萨尔韦格的OSM定位图

康邦和萨尔韦格的时区为UTC+01:00、UTC+02:00（夏令时）。

## 行政
康邦和萨尔韦格的邮政编码为34330，INSEE市镇编码为34046。

## 政治
康邦和萨尔韦格所属的省级选区为圣庞斯德托米耶尔县。

## 人口

1962-2008年间康邦和萨尔韦格人口变化图示

康邦和萨尔韦格于2022年1月1日时的人口数量为51人。